# ルアン・パトリキ・ヴィエドタウペル
ルアン・パトリキ（Luan Patrick）ことルアン・パトリキ・ヴィエドタウペル（ポルトガル語: Luan Patrick Wiedthäuper、2002年1月20日 - ）は、ブラジルのサッカー選手。ポジションはDF。

## クラブ歴
2012年にSCインテルナシオナルの下部組織に加入した後、ECジュベントゥージ、フィゲイレンセFCの下部組織を経て2019年にアトレチコ・パラナエンセの下部組織に加入。2020年2月9日にカンピオナート・パラナエンセの試合でフル出場し選手初出場。2021年2月11日にはカンピオナート・ブラジレイロ・セリエAでハイメ・アルバラードに代わって途中出場し、全国選手権初出場を果たした。

## 代表歴
U-17代表として2019 FIFA U-17ワールドカップに参加した。